# Ole Berg (konstnär)
Ole Anders Berg, född 15 april 1917 i Østre Aker], död 29 maj 1983 i Saltsjöbaden, var en norsk-svensk konstnär.
Han var son till Otto Berg och Ingeborg Berg och gift första gången med Eva Øien Eriksen och andra gången från 1950 gift med Margaret Gadd. Berg studerade vid Statens håndverks- og kunstindustriskole i Oslo och en kortare tid vid Kungliga Akademien för de Fria Konsterna i Stockholm och under studieresor till Sverige, Danmark, Frankrike och Italien. Separat ställde han ut på Galerie Moderne i Stockholm 1958 och han medverkade i samlingsutställningarna med Oslo kunstforening, Unge kunstneres samfunn, Bergens kunstforening, Den Officielle Norske Kunstutstilling och Norsk Nutidskunst. Berg är representerad vid Nasjonalmuseet och i Oslo kommuns konstsamling.